# Les Masies de Nargó
Les Masies de Nargó és un nucli de població del municipi de Coll de Nargó, a l'Alt Urgell. Actualment té 32 habitants, i a la població s'hi pot trobar la capella de Sant Miquel d'estil romànic. El nucli es troba a 3 quilòmetres del poble de Coll de Nargó.
Davant del nucli, a l'altra banda de la vall del riu Sallent, passa una branca del Camí de Sant Jaume del Segre. Era molt transitat abans de la conquesta cristiana de Balaguer.
En aquest tram esmentat es troba l'antiga església de Sant Jaume de Cases, dessacralitzada, de propietat privada i funcionant com a paller i prop la semideruída masia de Cases.